# طيثارة أليفة الصخور
طيثارة أليفة الصخور (الاسم العلمي:Tipula  rupicola) هي نوع من الحشرات تتبع جنس الطيثارة من الفصيلة الطيثارية.